# 웨이쭝완
웨이쭝완(중국어 간체자: 魏宗万, 정체자: 魏宗萬, 병음: Wèi Zōngwàn, 한자음: 위종만, 1938년 11월 24일 ~ )은 중국의 영화 배우, 텔레비전 배우이다. 상하이시에서 태어났으며 상하이 희극학원을 졸업했다.

## 영화
- 적발귀류당 (2010년)
- 노래하는 요정 (2009년)
- 수호지 - 의적유당 (2009년)
- 명장 (2007년)
- 이발사 (2005년)
- 크래쉬 랜딩 (2000년)
- 일개화팔개 (1983년)